# Wilhelmus Josephus Jongmans
Wilhelmus Josephus Jongmans (Leiden, 13 augustus 1878 – Heerlen, 13 oktober 1957) was buitengewoon hoogleraar in de paleobotanie aan de Rijksuniversiteit Groningen van 1932 tot 1950. 

## Biografie
Jongmans werd geboren in Leiden als zoon van kleermaker Wilhelmus Josephus Jongmans en Anna Elisabeth Maria Verbrugge. Op 2 augustus 1909 huwde hij Agnes Pauline Josefa Humann, met wie hij vier zoons en vijf dochters kreeg.

## Studies
Na de HBS en een succesvol afgelegd staatsexamen studeerde hij gedurende twee jaar farmacie aan de Universiteit van Leiden, alvorens over te schakelen op systematische botanie. Wederom twee jaar later stapte hij over naar de universiteit van München, om zijn studie te voltooien onder Karl Immanuel Eberhard Goebel. Hij promoveerde in 1906 op het proefschrift Ueber Brutkörper bildende Laubmoose.

## Loopbaan
Na zijn studie is hij zich vooral gaan richten op het onderzoek van fossiele planten, met name die uit het Carboon. Jongmans was van 1921 tot 1946 directeur van het Geologisch Bureau in Heerlen. Onder zijn leiding werden er in Heerlen twee grote congressen (1927 en 1935) georganiseerd over de stratigrafie van het Westfalien, het deel van het Carboontijdperk waarin de steenkool van de Nederlandse mijnen was afgezet. Ook in Duitsland, België, Frankrijk, Groot-Brittannië, Rusland, de VS en Indonesië, werd deze steenkool ontgonnen. Omdat ieder land eigen benamingen had en andere criteria hanteerde (gidsfossielen), was het moeilijk om als geologen op hetzelfde vakgebied, eenduidig te communiceren. Jongmans had in Heerlen en uitgebreide fossielencollectie van het Carboon uit de hele wereld.  Op de congressen is er afgesproken hoe men in de toekomst, deze tijdsindeling en  gesteentelagen zou gaan beschrijven.
De collectie Jongmans (circa 75.000 items) en het Jongmans-archief, zijn in 1999 naar het museum Naturalis in Leiden gegaan.
- Bibliothèque nationale de France: cb123298671 (data)
- Author citation (botany): Jongm.
- Biografisch Portaal: 81196984
- Gemeinsame Normdatei: 117176532
- International Standard Name Identifier: 0000 0001 0913 8944
- Library of Congress Control Number: nr88010906
- Nationale Bibliotheek van Tsjechië: mub2018993867
- Nederlandse Thesaurus van Auteursnamen: 070084823
- Istituto Centrale per il Catalogo Unico: PUVV279885
- Système universitaire de documentation: 076091678
- Virtual International Authority File: 33146635453041981524
- WorldCat: E39PBJpDMpycPjRkKBHbbVxYyd